# Бучине
Бучине (итал. Bucine) је насеље у Италији у округу Арецо, региону Тоскана.
Према процени из 2011. у насељу је живело 2572 становника. Насеље се налази на надморској висини од 234 м.

## Становништво
| 1936. | 1951. | 1961. | 1971. | 1981. | 1991. | 2001. | 2011.  |
| ----- | ----- | ----- | ----- | ----- | ----- | ----- | ------ |
| 9.232 | 9.376 | 8.105 | 8.009 | 8.451 | 8.746 | 9.320 | 10.033 |